# Doug Bollinger
Douglas Erwin Bollinger (ur. 24 czerwca 1981 w Sydney) – australijski krykiecista, leworęczny rzucający w stylu fast. W lidze australijskiej gra w drużynie Nowej Południowej Walii, w lidze angielskiej – w Worcestershire. W 2009 po raz pierwszy powołany do reprezentacji Australii.